# Ambrosius Hubrecht
Pour les articles homonymes, voir Hubrecht.
Ambrosius Arnold Willem Hubrecht est un zoologiste néerlandais, né le 2 mars 1853 à Rotterdam et mort le 21 mars 1915 à Utrecht.

## Biographie
Il fréquente les universités d’Utrecht, de Leyde, d’Erlangen et de Heidelberg. Il est l’assistant du zoologiste Emil Selenka (1842-1902) à l’université d’Erlangen en 1874. De 1875 à 1882, il travaille au Rijksmuseum van Natuurlijke Historie (Leyde) et, en 1882, devient professeur à Utrecht. Il transforme son appartement de fonction, à Janskerkhof, en laboratoire d’embryologie. Après sa mort, il deviendra l’Institut Hubrecht consacrée aux recherches embryologiques (ce n’est que dans les années 1960 que l’Institut sera installé dans un immeuble récent dans le quartier d’Uithof).
En 1890-1891, il voyage à Java, Sumatra et Bornéo où il fait des observations en embryologie, notamment du tarsier. Il visite les États-Unis d'Amérique en 1896 et 1907. Hubrecht correspond, à partir de 1882, avec Charles Darwin (1809-1882). Cette correspondance est conservée à l’Institut Hubrecht.
Il rassemble une grande collection d’embryons de mammifère, provenant pour l’essentiel des colonies néerlandaises d’Asie. Elle a été enrichie d’envois faits de correspondants étrangers. Elle est aujourd’hui au musée d'histoire naturelle de Berlin.
Hubrecht reçoit plusieurs doctorats honoris causa par les universités de Princeton, de St Andrews, de Dublin, de Glasgow et de Giessen. En 1883, il devient membre de l’Académie royale des arts et des sciences néerlandaise.
Ses travaux les plus importants concernent l’embryologie et le placenta des mammifères. Dans une série de publications publiées dans le Quaterly Journal of Microscopial Science (1883 et 1887), il émet sa théorie – qui reçoit le soutien de Sir Edwin Ray Lankester (1847-1929) – sur l’origine des vertébrés à partir d’une forme proche des némertes, qu’il base sur sa découverte, chez ces vers, d’un long système nerveux en fourreau.

## Distinctions
- Chevalier de l'ordre du Lion néerlandais

## Sources
- (nl) Biographie tirée de Biografisch Woordenboek van Nederland